# Jacob Rutger Bennet
Jacob Rutger Bennet, född den 28 februari 1762 på Bälteberga i Ottarps socken, Malmöhus län, död den 23 december 1816 i Stockholm, var en svensk friherre och militär. Han var son till Fredrik Bennet. 

## Biografi
Bennet blev förare vid Sprengtportska regementet 1776, fänrik där 1777, löjtnant 1784 och kapten 1792. Han var med i sjöslaget vid Hogland under Gustav III:s ryska krig. Bennet blev kavaljer hos prins Fredrik Adolf 1791, kammarherre hos samme prins 1796, fick 1799 kungens förordnande att förvalta prinsens ekonomi och blev förste hovstallmästare hos prinsen 1800. Han befordrades till major vid Västmanlands regemente 1795, till generaladjutant av flygeln och överstelöjtnant i armén 1801 samt till överstelöjtnant vid sistnämnda regemente 1804. Bennet beviljades avsked från regementet 1808. Han var vice landshövding i Västmanlands län 1808–1809. Bennet beviljades avsked ur krigstjänsten 1811. Han blev riddare av Svärdsorden 1797 och av Carl XIII:s orden 1811.